# روث ویلسون گیل‌مور
روث ویلسون گیل‌مور (متولد ۲ آوریل ۱۹۵۰) یک فعال لغو زندان و پژوهشگر زندان است. او مدیر مرکز مکان، فرهنگ و سیاست و استاد جغرافیا در علوم زمین و محیط زیست در مرکز تحصیلات تکمیلی دانشگاه شهر نیویورک است. به او اعتبار داده شده است که به‌طور «بیش‌ازحد تک‌نفره» جغرافیای زندانی را اختراع کرده است، که «مطالعه روابط متقابل در سراسر فضا، نهادها و اقتصاد سیاسی که شکل و تعریف زندان مدرن را تعیین می‌کند» است. او در سال ۲۰۲۰ جایزه دستاورد مادام‌العمر از انجمن جغرافی‌دانان آمریکا را دریافت کرد.

## زندگی و تحصیلات اولیه
روث ویلسون در ۲ آوریل ۱۹۵۰ در نیو هیون، کانکتیکات به دنیا آمد. پدربزرگ ویلسون اولین اتحادیه کارگران یقه آبی را در دانشگاه ییل سازمان‌دهی کرد. پدر او، کورتلند سیمور ویلسون، سازنده ابزار و قالب برای شرکت Winchester Repeating Arms Company بود. او در اتحادیه ماشین‌کاران فعال بود. بعدها دستیار رئیس دانشجویی در دانشکده پزشکی ییل شد و سپس به بیمارستان ییل-نیو هیون در دفتر روابط دولتی و اجتماعی پیوست.
در سال ۱۹۶۰، ویلسون به یک مدرسه خصوصی در نیو هیون رفت و یکی از معدود دانش‌آموزان طبقه کارگر و اولین، و عمدتاً تنها، دانش‌آموز آفریقایی آمریکایی آن بود.
در سال ۱۹۶۸، او در کالج سوارت‌مور در پنسیلوانیا ثبت‌نام کرد و در فعالیت‌های دانشجویی فعال شد. در سال ۱۹۶۹، گیل‌مور، فانیا دیویس (خواهر کوچک‌تر فعال رادیکال آنجلا دیویس) و دیگر دانشجویان دفتر پذیرش مدرسه را اشغال کردند تا مدیریت را به پذیرش دانشجویان سیاه‌پوست بیشتری متقاعد کنند. پس از مرگ ناگهانی رئیس دانشگاه، دانشجویان سفیدپوست شایعات نادرستی پخش کردند مبنی بر اینکه دانشجویان اشغال‌کننده مقصر هستند. صبح روز بعد، گیل‌مور مطلع شد که پسرعمویش، جان هاگینز، به همراه یکی دیگر از پلنگ‌های سیاه، بانچی کارتر، در دانشگاه کالیفرنیا، لس‌آنجلس به قتل رسیده‌اند.
در پی این رویدادها، گیل‌مور سوارت‌مور را ترک کرد و به خانه در نیو هیون بازگشت. سپس در ییل ثبت‌نام کرد و مدرک کارشناسی در رشته درام گرفت.

## حرفه
گیل‌مور در سال ۱۹۹۸ دکترای خود را در رشته جغرافیای اقتصادی و نظریه اجتماعی از دانشگاه راتگرز دریافت کرد، که تحت تأثیر آثار نیل اسمیت بود. پس از اتمام دکترای خود، او به عنوان استادیار در دانشگاه کالیفرنیا، برکلی استخدام شد و کار بر روی مفهوم جغرافیای زندانی را آغاز کرد. جغرافیای زندانی روابط بین مناظر، منابع طبیعی، اقتصاد سیاسی، زیرساخت‌ها و اقدامات نظارتی، بازداشت، محبوس‌سازی و کنترل جمعیت‌ها را بررسی می‌کند. جامعه پژوهشگران علمی در این حوزه با گروه مطالعات جغرافیای زندانی (CGWG) در جامعه سلطنتی جغرافیا و مؤسسه جغرافی‌دانان بریتانیا مرتبط است. گیل‌مور در دومین کنفرانس بین‌المللی جغرافیای زندانی در دانشگاه بیرمنگام، بریتانیا، در ۱۲ دسامبر ۲۰۱۷ سخنرانی اصلی ارائه داد.
او یکی از بنیان‌گذاران بسیاری از سازمان‌های عدالت اجتماعی است، از جمله پروژه توقف زندان‌های کالیفرنیا. در سال ۱۹۹۸، او یکی از بنیان‌گذاران مقاومت انتقادی همراه با آنجلا دیویس بود. در سال ۲۰۰۳، او «اتحاد کالیفرنیایی‌ها برای یک بودجه مسئولانه» (CURB) را برای مبارزه با ساخت زندان‌ها و بازداشتگاه‌ها تأسیس کرد و در حال حاضر عضو هیئت مدیره آن است.
گیل‌مور یکی از پژوهشگران و سخنرانان برجسته در موضوعاتی مانند زندان‌ها، کاهش زندانیان، سرمایه‌داری نژادی، جنبش‌های مخالف، دولت‌سازی و موارد دیگر بوده است. او نویسنده کتاب زندان طلایی است که در سال ۲۰۰۸ جایزه انتشار کتاب اول لورا رومرو را به عنوان بهترین کتاب در مطالعات آمریکایی از انجمن مطالعات آمریکایی دریافت کرد. او همچنین آثار خود را در منابعی مانند نژاد و طبقه، جغرافی‌دان حرفه‌ای، عدالت اجتماعی، قفل جهانی: نژاد، جنسیت و مجتمع صنعتی زندان و مجموعه انتقادی انقلاب تأمین مالی نخواهد شد: فراتر از مجتمع صنعتی غیرانتفاعی منتشر کرده است که توسط گروه اینسایت ویرایش شده است.